# Umar Lel
Umar Lel (tiếng Ả Rập: عمر ليل) là sultan thứ năm của Darfur từ năm 1730 đến năm 1739.

## Tiểu sử
Umar là con trai của sultan Muhammad Dawra.  Năm 1730, ông tổ chức một cuộc binh biến chống lại cha mình, người mà ông đã lật đổ và sau đó ra lệnh xử tử. Ông bắt đầu chính sách tập trung hóa, cố gắng hạn chế ảnh hưởng quân sự và chính trị của các thị tộc thuộc bộ lạc Fur.
Các chú của Umar Abu'l Qasim, Muhammad Tayrab và Rashid đã tận dụng điều này. Họ chạy trốn đến Kordofan, nơi giành độc lập trở lại. Umar Lel đã phát động các chiến dịch chống lại Kordofan, rồi đánh bại và xử tử Rashid.
Năm 1734, ông đã cố gắng thiết lập quyền lực tối cao đối với Vương quốc Hồi giáo Wadai. Năm 1739, do một âm mưu, Umar Lel bị lật đổ và xử tử. Abu'l Qasim trở thành tân quốc vương.